# Державне училище циркового та естрадного мистецтва імені Михайла Рум'янцева
Державне училище циркового та естрадного мистецтва імені Михайла Рум'янцева — навчальний заклад, який готує артистів циркового та естрадного мистецтва.

## Колишні назви
- Курси циркового мистецтва (рос. Курсы циркового искусства (КЦИ)) (1927—1930)
- Технікум циркового мистецтва (рос. Техникум циркового искусства (ТЦИ)) (1930—1934)
- Всесоюзна школа циркового мистецтва (рос. Всесоюзная школа циркового искусства (ВШЦИ)) (1934—1937)
- Державне училище циркового мистецтва (рос. Государственное училище циркового искусства (ГУЦИ)) (1937—1961)

## Випускники
| Випускник/Випускниця | Жанр                 | Рік випуску | Місця роботи                                                  |
| -------------------- | -------------------- | ----------- | ------------------------------------------------------------- |
| М. Рум'янцев         | клоун                | 1930        |                                                               |
| О. К. Попов          | клоун                | 1950        | Великий Московський Державний цирк                            |
| А. М. Ніколаєв       | клоун                | 1958        | Московський театр естради                                     |
| Л. Г. Єнгібаров      | клоун-мім, актор     | 1959        | Новосибірський цирк, Єреванський цирк                         |
| Є. Е. Біляуер        | жонглер              | 1967        |                                                               |
| С. М. Ігнатов        | жонглер              | 1969        |                                                               |
| Ю. Д. Куклачов       | дресирувальник котів | 1969        | Театр котів                                                   |
| А. В. Макєєва        | повітряна гімнастка  | 2006        | Національний цирк України, Великий Московський Державний цирк |